# Пчелиново
Пчели́ново (болг. Пчелиново) — село в Старозагорській області Болгарії. Входить до складу общини Гурково.

## Населення
За даними перепису населення 2011 року у селі проживала 31 особа, усі — болгари.
Розподіл населення за віком у 2011 році:
Динаміка населення: